# Taaladviseur
Een taaladviseur is een persoon die een organisatie beroepsmatig bijstaat op taalgebied.

## Beroepspraktijk
Vaak gaat het om het stroomlijnen en verduidelijken van taaluitingen. Taaladviseurs zetten richtlijnen uit en adviseren en/of redigeren vaak bij belangrijke teksten. Taaladviseurs werken doorgaans voor openbare instellingen, zoals de VRT in België (Ruud Hendrickx). In Nederland zijn de taaladviseurs van de Taaladviesdienst van het Genootschap Onze Taal het bekendst.
Daarnaast geeft een taaladviseur tips over correct taalgebruik. Een voorbeeld daarvan is taaladviseur Eugène Berode, die van 1971 tot 1996 bij de BRT, de latere VRT, actief was. In de beginjaren van de Vlaamse televisie spraken nog veel journalisten en nieuwslezers 'schoon Vlaams', een mengeling van dialect en standaardtaal. Het Noord-Nederlands was er tot diep in de jaren 80 wel de enige geldige norm. Als een BRT-journalist een fout tegen de norm maakte, dan kreeg hij een zogenaamde 'blauwe brief' van Berode in zijn postvakje. In die brief stond dan de fout en de verbetering ervan. Veel Vlaamse journalisten en nieuwslezers, zoals Martine Tanghe en Jan Becaus, hebben zo hun taalgebruik kunnen perfectioneren.

## Bekende taaladviseurs
- Eugène Berode (1931-2011). De eerste taaladviseur bij de BRT van 1971 tot 1996.
- Ruud Hendrickx(1964). De opvolger van Eugène Berode als taaladviseur bij de VRT.